# United Football League Division 2
La United Football League Division 2, conocida también como UFL Division 2, fue la segunda liga de fútbol más importante de Filipinas, creada en el año 2010.
El campeón del torneo obtiene el ascenso a la UFL Division 1 y el subcampeón tiene la oportunidad de ascender al enfrentar al penúltimo lugar en la UFL Division 1.
Para la temporada 2012 se expandió la cantidad de equipos en la división a 12.
En 2015 la liga desaparece debido a que se decidió que solo hubiera una división de fútbol en Filipinas.

## Equipos 2014-15
- Agila FC
- Forza FC (Alabang)
- JP Voltes (Manila)
- Kabuscorp FC (La Laguna)
- Laos FC (Leyte)
- Mendiola United FC (Manila)
- Pasargad FC

## Palmarés
| Temporada | Campeón       | Subcampeón                 | Tercero                |
| --------- | ------------- | -------------------------- | ---------------------- |
| 2010      | Global FC     | Manila Nomads              | Mama Africa FC         |
| 2011      | Manila Nomads | Stallion FC                | Pasargad FC            |
| 2012      | Pachanga FC   | Diliman FC                 | Cebú Queen City United |
| 2013      | Team Socceroo | Unión Internacional Manila | Forza FC               |
| 2014      | Ceres FC      | Manila Jeepney             | Philippine Air Force   |
| 2015      | Laos FC       | JP Voltes                  | Forza FC               |

## Goleadores
| Temporada | Jugador (es)    | Club (es)     | Goles |
| --------- | --------------- | ------------- | ----- |
| 2011      | Steven Borrill  | Manila Nomads | 15    |
| 2012      | Freddy Gonzalez | Pachanga      | 34    |
| 2013      | Jeong Woo Lee   | Team Socceroo | 14    |
| 2014      | Jin Ho Kim      | Ceres         | 32    |
| 2015      | Chichiro Noda   | JP Voltes     | 12    |